# Pisidium stewarti
Pisidium stewarti е вид мида от семейство Sphaeriidae.

## Разпространение
Видът е разпространен в Китай (Тибет).